# Streptomyces virginiae
Streptomyces virginiae (sinónimo:Streptomyces cinnamonensis) es una especie de bacteria del género Streptomyces. Streptomyces cinnamonensis produce monensina A, monensina B, monensina C, monensina D, ácido actitiazico.